# Lodewijk Duymaer van Twist

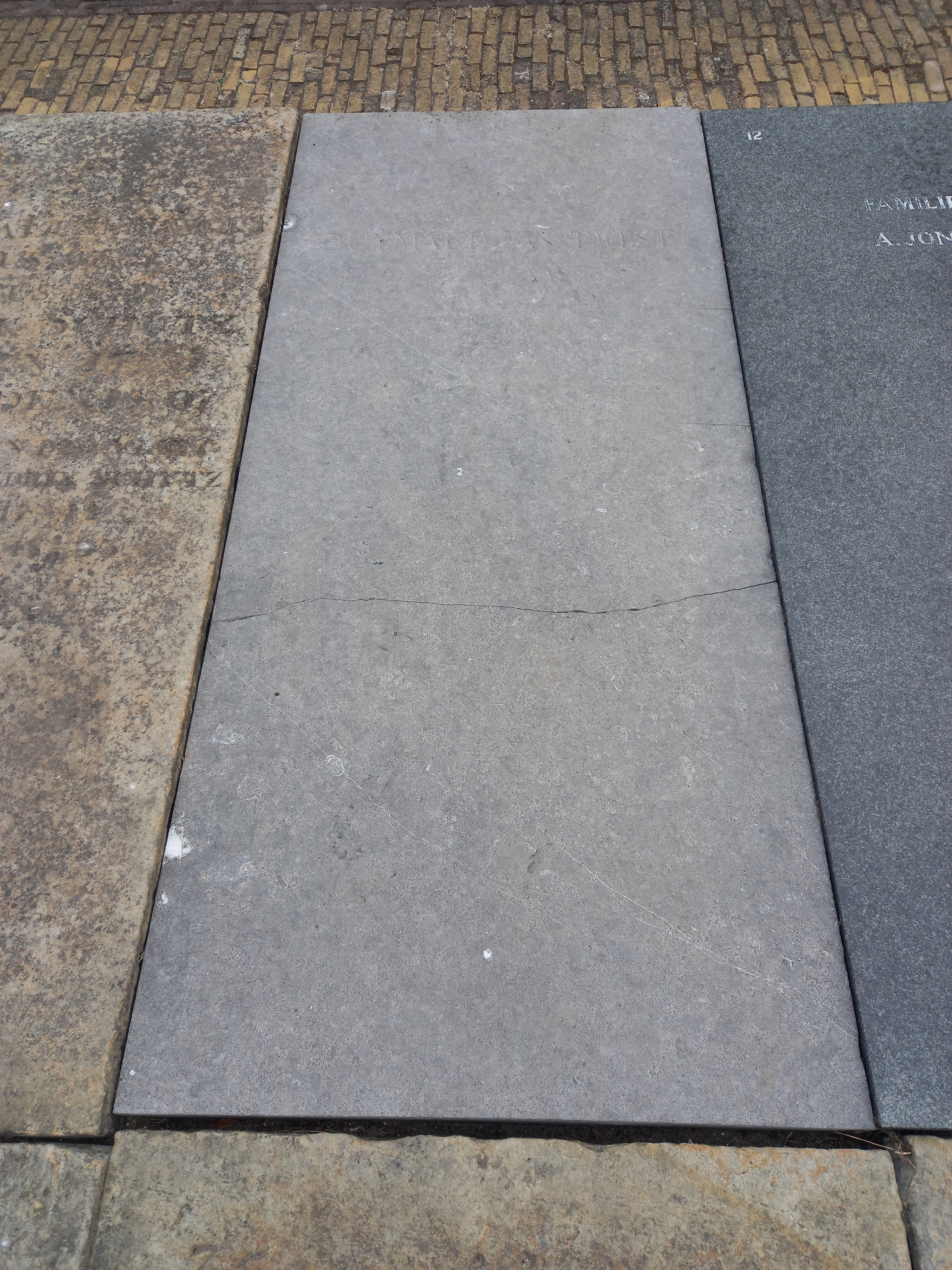
Het graf van Lodewijk Duymaer van Twist op begraafplaats Ter Navolging (Scheveningen)

Lodewijk Franciscus Duymaer van Twist (Den Haag, 9 november 1865 – aldaar, 7 augustus 1961) was een Nederlands generaal en politicus. Hij was van 1901 tot 1946 lid van de Tweede Kamer voor de ARP. Daarmee is hij het langstzittende Kamerlid ooit. Daarbij moet wel worden aangetekend, dat de zittingsduur van de in 1937 gekozen Kamer in 1941 eindigde, en dat de werkzaamheden al in 1940 waren opgehouden. De laatste vijf jaren waren dus pro forma. Hij was defensiewoordvoerder en trad ook op als behartiger van de belangen van Zuiderzeevissers.

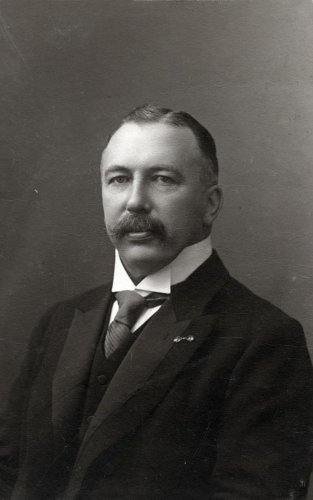
Lodewijk Franciscus Duymaer van Twist, 1909

In 1917 was Van Twist medeoprichter van de Bond tegen het vloeken. En in de woelige novemberdagen van 1918, toen Pieter Jelles Troelstra een greep naar de macht deed, organiseerde hij de "vrijwilligersbeweging": uit alle hoeken van het land werden juist gedemobiliseerde soldaten opgeroepen om hun uniform weer aan te trekken en naar Den Haag te reizen om koningin en regering te beschermen tegen het rode gevaar.
Vanwege zijn stentorstem werd Duymaer van Twist ook weleens 'de trombone van Steenwijk' genoemd. Bekend werd hij doordat hij vanaf 1921 tijdens de Verenigde Vergadering der Staten-Generaal op Prinsjesdag na de troonrede met zijn luide stem uitriep: "Leve de Koningin." Daarmee vestigde hij een traditie, zij het dat thans de uitroep "Leve de Koning" wordt gedaan door de voorzitter van de Verenigde Vergadering, waarna een driewerf "Hoera" van alle aanwezigen volgt.
- Biografisch Portaal: 30560996
- Gemeinsame Normdatei: 133827941
- International Standard Name Identifier: 0000 0000 2283 9713
- Nederlandse Thesaurus van Auteursnamen: 074157698
- Parlement.com: vg09ll06zxxd
- Virtual International Authority File: 33199120
- WorldCat: E39PBJkhKgtWtvKwcxQCVhTT73